# Стойка на ръце
Стоенето на ръце представлява акт на поддържане на тялото в стабилно, обърнато вертикално положение, чрез балансиране на ръце. При основната стойка на ръце тялото се държи изправено, ръцете и краката са изцяло изпънати, като ръцете са разположени приблизително на ширината на раменете, а краката са прибрани един до друг.

## Приложение
Стойката на ръце се изпълнява в много атлетически дейности, включително в цирка, при акробатични танци, йога, калистеника, скокове във вода, чирлидинг и художествена гимнастика.
В съвременната йога съществува упражнение, което се изпълнява в поза в стойка на ръце, известна като Adho Mukha Vrksasana (на маратхийски: अधोमुखवृक्षसन).
В съвременната гимнастика съществуват два основни стила на стойката на ръце – с изправен и с извит назад гръб. Стилът на изправен гръб се използва, когато естетиката на правите линии на тялото е желана и осъществима. В много случаи обаче, като например, когато стойката на ръце се изпълнява заедно с гимнастически уред, стилът с извит гръб е за предпочитане, тъй като предлага много по-добър контрол на баланса, чрез краката и торса. Във всички случаи балансът се поддържа чрез преместване на тежестта на тялото към пръстите или дланта на ръката.
„Замръзването“ на една или две ръце е често срещано при брейк данса, при който танцьорите се стремят да приемат визуално интересни форми на тялото, които не са предмет на официални правила.

## Вариации
Съществуват много вариации на стойката на ръце, всички от които изискват от изпълнителя да притежава адекватен баланс и сила в горната част на тялото, и по-точно в трицепсите и раменните мускули.
Най-общите вариации на стойката на ръце включват:
- Изпънати крака, държани в мъжки или женски шпагат.
- Краката са в женски шпагат със свити колене.
- Гърбът е извит, а краката са със свити колене и пръсти, докосващи тила.
- Гърбът е изключително извит, а краката се държат значително по-назад от главата.
- Стойка на една ръка, при която само едната ръка контактува със земята.
- Рамена преса от стойка на ръце, при която тялото се повдига и спуска.